# DSP Media
DSP Media (hangul: DSP 미디어) är ett sydkoreanskt skivbolag och en talangagentur bildad år 1991 av Lee Ho-yeon.
Bolaget har tidigare gått under namnen DaeSung Enterprise (1991–1999), DSP Entertainment (1999–2006) och DSP Enti (2006–2008).

## Artister

### Nuvarande
|       |
| A-Jax |

|       |
| April |

|              |
| Heo Young-ji |

|         |
| K.A.R.D |

|        |
| Kasper |

|              |
| Oh Jong-hyuk |

### Tidigare
|                     |
| Click-B (1999–2006) |

|                     |
| Fin.K.L (1998–2005) |

|                  |
| Kara (2007–2016) |

|                     |
| Rainbow (2009–2016) |

|                        |
| Sechs Kies (1997–2000) |

|                   |
| SS501 (2005–2010) |